# ملیسا حسنبگوویچ
ملیسا حسنبگوویچ (انگلیسی: Melisa Hasanbegović؛ زادهٔ ۱۳ آوریل ۱۹۹۵) بازیکن فوتبال اهل بوسنی و هرزگوین است.
وی همچنین در تیم‌های ملی فوتبال Bosnia and Herzegovina women's national under-17 football team, Bosnia and Herzegovina women's national under-19 football team، و زنان بوسنی و هرزگوین بازی کرده‌است.